# بيدي كراش
كراش بيدامان (باليابانية: 爆球Hit! クラッシュビーダマン) أو كراش بيدا مان هو مسلسل كرتوني ياباني (أنمي) مدبلج للعربية يحكى فيه قصة لاعبي البيدا السبعة الطيبين الذين سينقذون العالم من منظمة سانجي كوانزالس الشريرة التي تسعى للسيطرة على العالم بواسطة آلات البيدا.

افتتاحية المسلسل في النسخة العربية باسم كراش بيدا مان

## الأبطال
- هيتو
- نانا
- كونتا
- جوغييه
- جو
- تايزو
- تاتروما
- كودو

## هيتو
وهو أحد اللاعبين السبعة واولهم واقواهم وهو يحمل الته افيرتو.

## نانا
وهي أُخت هيتو العاقلة التي تمنعه من فعل الأخطاء وليست من اللَّاعبينَ السبعة.

## كونتا
وهو اللاعب الثاني وهو أشقر الشعر وقصير.

## الممثلون
- جيهان قرحيلي
- سمر كوكش - كونتا
- محمد خير أبو حسون
- رأفت بازو
- نادين بحرة
- رائد مشرف
- لمى الشمندي - هانبي، كايتو
- لينا ضوا
- جيان بكر
- غدير الشعشاع (مدرجة باسم غدير شعشاع)
- سامر رضوان
- سيلفا زعرور
- طالب الرفاعي
- لمى إبراهيم
- مأمون الرفاعي

## طاقم العمل

### النسخة العربية
- الترجمة: نوار الحمصي
- الإعداد: نور جرجور
- كلمات وغناء الشارة: رشا رزق
- توزيع الموسيقا التسجيل: إبراهيم سليماني
- التدقيق اللّغوي: رمضان أيوب
- المكساج: نديم سليمان
- المونتاج: سامر أبو حمد
- التترات: بشر فيصل قهوجي
- المعالجة الإلكترونية: يونس غزال، علاء درداري
- المتابعة المالية: محمد حسان مهنا، عبد القادر نبهان
- م. مخرج: طالب الرفاعي
- إدارة الإنتاج: رضوان حجازي
- تنفيذ الدوبلاج: مركز الزهرة

Free Zone
دمشق
Tel:2126025
Fax:2134317
- إنتاج وتوزيع: ANIMATION INTERNATIONAL (ماهر الحاج ويس)
- الإشراف الفني: مأمون الرفاعي